# Echinococcus granulosus
Echinococcus granulosus, conegut com a tènia hidatídica, és una espècie de cestode de l'ordre Cyclophyllidea que, en la seva fase adulta, parasita l'intestí prim de cànids, mentre que en la fase larvària (cisticerc) parasita el bestiar oví, encara que de forma secundària o accidental els cisticercs també parasiten molts altres animals, incloent al bestiar caprí, boví, equí, porcí, alguns rosegadors, cérvols, ants, marsupials, així com als primats i a l'home, produint la hidatidosi o equinococcosi quística, en la qual cosa radica la seva importància com a agent patogen. E. granulosus té una diversitat genotípica i fenotípica molt àmplia.
El paràsit predomina a zones rurals on abunda la ramaderia basada en el pasturatge i té caràcter endèmic entre molts grups de població nòmades, seminòmades i transhumants.

## Característiques
El cuc adult és una de les tènies més petites, ja que el seu estròbil (cos del paràsit) mesura uns 5 mil·límetres de llarg (de 2 a 6 mm) i posseeix 3 a 5 proglotis (segments). E. granulosus té quatre ventoses en el seu escòlex (cap), com tots els ciclofil·lideus, i posseeix, distintivament, un rostel amb usualment 30 a 36 ganxos (28 a 50), en doble filera. La vida mitjana dels paràsits adults oscil·la entre 6 i 30 mesos.
El seu genoma està format per nou parells de cromosomes i té 151,6 milions de parells de bases que codifiquen 11.325 gens.

## Cicle biològic
Els ous d'E. granulosus presents en els excrements canins poden contaminar una àrea molt gran, ja que tenen una capa externa adherent i poden ser transportats mecànicament per mosques, formigues i altres d'insectes copròfags i/o que efectuïn la seva oviposició sobre la femta, afavorint la possibilitat de ser ingerides pel bestiar. La supervivència dels ous potencialment infecciosos depèn de la temperatura i de la humitat relativa ambiental. En condicions favorables poden mantenir-se viables dos anys i mig a 2°C, 3 setmanes a 30 °C, més de 200 dies a 6 °C ° i 32 dies a 10-21 °C, però són sensibles a la dessecació i a l'acció directa de la radiació solar. Es mantenen vius un temps considerable en fòmits domèstics sense desinfectar. No resisteixen les solucions d'hipoclorit de sodi a l'1% ni les de glutaraldehid al 2%. Generalment, en pastures de zones temperades i amb una humitat moderada, jardins o llocs amb aigua i/o sorra mullada sobreviuen dos o tres mesos.
Habitualment, l'albendazole, el mebendazole, el praziquantel (emprat sobretot en gossos) i l'oxfendazole (en bestiar) són fàrmacs que actuen amb eficàcia contra aquest cestode.
Existeixen mètodes basats en la tècnica de la PCR múltiple que permeten simultàniament detectar i genotipificar E. granulosus, un avenç que facilita molt l'estudi epidemiològic temporal-espacial del paràsit.